# Българско дерматологично дружество
Българското дерматологично дружество (БДД) е най-старото научно медицинско дружество в България. Основано е на 23 октомври 1923 г. Негов пръв председател е проф. Богомил Берон.  
Издаващото се редовно от 1963 г. списание „Дерматология и венерология“ е печатен орган на дружеството.
По инициатива и ръководство на дружеството са проведени 17 национални конференции по дерматология и венерология, както и 7 национални конгреса с международно участие.
Най-голямата национална кампания за превенция на кожния рак, организирана от Българското дерматологично дружество е „Евромеланома“.

## Ръководство на дружеството
Председател на Българското дерматологично дружество е доцент д-р Гриша Стефанов Матеев, дм., към Катедрата по дерматология и венерология на медицински факултет на Медицинския университет – София.
Почетен председател на Българското Дерматологично дружество е член-кореспондентът на Българската Академия на Науките, професор д-р Николай Константинов Цанков, дмн.

## Регионални клонове на Българското дерматологично дружество
Благоевград, Бургас, Варна, Велико Търново, Плевен, Пловдив, Стара Загора, Хасково.